# Nizan-Gesse
Nizan-Gesse település Franciaországban, Haute-Garonne megyében. Lakosainak száma 100 fő (2022. január 1.). Nizan-Gesse Bazordan, Balesta, Blajan, Gensac-de-Boulogne, Larroque, Montmaurin, Saint-Loup-en-Comminges és Sarrecave községekkel határos.

## Népesség
A település népességének változása:
| Lakosok száma | 132  | 103  | 88   | 89   | 79   | 74   | 87   | 96   | 96   | 100  |
|               | 1968 | 1982 | 1990 | 2006 | 2013 | 2015 | 2017 | 2019 | 2020 | 2022 |